# さすらいラビー
さすらいラビーは、太田プロダクションに所属する日本のお笑いコンビ。

## メンバー
宇野 慎太郎（うの しんたろう、1991年12月17日 - ）（33歳）
ツッコミ担当、立ち位置は向かって左。
- 身長159 cm、体重50 kg。血液型A型。
- 東京都小平市出身。
- 東京都立小金井北高等学校、青山学院大学理工学部卒業。
- 青山学院大学ナショグルお笑い愛好会出身。
- 趣味は映画鑑賞、ギター。
- 特技はトランプ手品、なぞなぞ、数独。
- かつてガク（真空ジェシカ）、高木貫太（ストレッチーズ）とルームシェアをしていた。
- 双子の弟がいる。従妹は川北茂澄（真空ジェシカ）と結婚している。
- 2021年5月6日放送のラジオ番組『ナイタースペシャル さすらいラビー“ラストチャンスの時間”』（ニッポン放送）において、交際中の女性との婚約を発表、同年7月16日に入籍。

中田 和伸（なかだ かずのぶ、1991年9月9日 - ）（33歳）
ボケ担当、立ち位置は向かって右。
- 身長185 cm、体重68 kg。血液型A型。
- 東京都文京区出身。
- 筑波大学附属高等学校、一橋大学商学部卒業。
- 趣味はバスケットボール。
- 特技は塾講師（歴4年）、漢字（漢検準1級）。
- 一橋大学お笑いサークルIOK出身。
- 高校の1年後輩には大島育宙（XXCLUB）とGパンパンダがいる。
- 顎が7cmある。

## 来歴
- 大学時代にそれぞれお笑いサークルに所属しており、別のコンビで活動していた。「わらいを愛する学生芸人No.1決定戦」でともに予選落ちした悔しさから、お互いにプロを目指すことを前提にコンビを結成した[8][9]。
- コンビ名は互いに思いついた単語を組み合わせたもので、中田が「さすらい」、宇野が「ラビー」であった。「ラビー」の由来はそのときに宇野が使用していたNECのLAVIEである[9]。
- 大学卒業後、タイズブリックに所属したが2016年2月に退所[10]。その後、2016年9月に太田プロエンタテイメント学院を8期生として卒業し、太田プロダクションに所属している。
- M-1グランプリでは2021年、2022年、2024年大会にて準々決勝進出、キングオブコントでは2023年大会にて準決勝に進出。
- 2023年12月10日放送のTHE MANZAI プレマスターズにて、前年度1位のからし蓮根や、後にM-1グランプリで準優勝を果たしたヤーレンズなどを抑え1位となり、マスターズへの出演権を獲得した。

## 芸風
26cmの身長差がある凸凹コンビ。漫才・コントをともに行う。漫才ではコント漫才が多く、洋画やアメリカのカートゥーンアニメーションに出てくるようなキャラクターを中田が演じるパターンや、宇野が女子役を、中田が焦りや緊張でキモくなってしまう男子役を演じて学生時代のシミュレーションをするパターンがある。また、社会的によくある偏見や政治にまつわるテーマなどをネタに混ぜることもある。

## 出演

### テレビ
- 学生才能発掘バラエティ　学生HEROES！（テレビ朝日）
- 新しい波24（2017年4月4日 - 2017年9月19日、フジテレビ）
- 「青春高校3年C組」通しレギュラー最終オーディション （2018年3月21日、テレビ東京）
- にちようチャップリン（2018年9月9日、テレビ東京）
- 前略、西東さん（2018年10月26日・2019年10月25日）
- 7G〜SEVENTH GENERATION〜 （2019年8月31日 - ）
- 冗談騎士（2020年2月5日・2020年2月12日、BSフジ）
- 芸能人ハローワーク（2021年7月26日、テレビ朝日）
- THE CONTEへの道（2023年1月28日、フジテレビ）
- オールスター後夜祭（2023年10月15日、TBS）
- THE MANZAI マスターズ（2023年12月10日、フジテレビ）※プレマスターズ1位

### ラジオ
- さすらいラビーのオーライパパ[12]（stand.fm、毎週月曜22時更新）
- マイナビ Laughter Night（2017年12月29日[13]、2018年5月4日[14]・7月13日[15]、2019年8月16日[16]、2020年12月25日[17]、2021年2月26日[18]、2022年9月23日[19]・11月18日[20]、2023年2月10日[21]） - TBSラジオ
- さすらいラビーのオールナイトニッポン0（2018年8月29日） - ニッポン放送
- ナイタースペシャル　さすらいラビー“ラストチャンスの時間”（2021年5月6日） - ニッポン放送

### CM
- マネードクター「メール」篇[22] - 宇野のみ
- アキュビュー® オアシス® 瞳思いラボ・コントラスト篇 [23]

### 映画
- まーごめ180キロ（2023年5月19日劇場公開）[24]

### ライブ
- 太田プロライブ“月笑”
- 毎月200組の頂点を決める“レフカダモータースライブ”
- 学生芸人OB,OG新ネタライブ“お笑い畜生道”
- K-PRO若手ユニットライブ“PROJECT NewZ”
- K-PROユニットライブ“GUAM”

### 書籍・雑誌
- 別冊カドカワDirecT 06 （2017年6月8日発売、KADOKAWA）

## 賞レース成績

### M-1グランプリ
| 年（回）         | 結果         | エントリー No. | 会場                   | 日時     | 備考 |
| ---------------- | ------------ | -------------- | ---------------------- | -------- | ---- |
| 2015年（第11回） | 2回戦進出    | 850            | 雷5656会館ときわホール | 10月14日 |      |
| 2016年（第12回） | 3回戦進出    | 498            | ルミネtheよしもと      | 10月27日 |      |
| 2017年（第13回） | 2回戦進出    | 568            | 雷5656会館ときわホール | 10月6日  |      |
| 2018年（第14回） | 3回戦進出    | 902            | ルミネtheよしもと      | 10月16日 |      |
| 2019年（第15回） | 3回戦進出    | 1119           | ルミネtheよしもと      | 11月9日  |      |
| 2020年（第16回） | 2回戦進出    | 1959           | よしもと有楽町シアター | 11月5日  |      |
| 2021年（第17回） | 準々決勝進出 | 1373           | ルミネtheよしもと      | 11月17日 |      |
| 2022年（第18回） | 準々決勝進出 | 2129           | ルミネtheよしもと      | 11月13日 |      |
| 2023年（第19回） | 3回戦進出    | 2398           | KANDA SQUARE HALL      | 11月7日  |      |
| 2024年（第20回） | 準々決勝進出 | 754            | ルミネtheよしもと      | 11月21日 |      |

### その他
- 2012年 関東大学生漫才グランプリ - 優勝
- 2013年 第11回笑樂祭 - 優勝
- 2014年 第2回「イイね（笑）グランプリ」 - エレキコミック賞[26]
- 2016年 K-PROアワード2016 - 最優秀新人賞
- 2019年 太田プロライブ月笑2019 - 年間王者
- 2021年 第42回ABCお笑いグランプリ - 決勝進出
- 2023年 ソウドリ 第15シーズン 優勝
- 2023年 ツギクル芸人グランプリ 決勝進出
- 2023年 キングオブコント 準決勝進出
- 2024年 R-1グランプリ 準々決勝進出（中田）[27]
- 2024年 キングオブコント 準決勝進出
- 2025年 ツギクル芸人グランプリ 準優勝
- 2025年 キングオブコント 準々決勝進出